# Child of the Sun
Child of the Sun é a denominação de um grupo de edifícios situado no campus do Florida Southern College em Lakeland, na Flórida, projetados pelo arquiteto americano Frank Lloyd Wright entre 1941 e 1958. Os prédios fazem parte da lista de lugares históricos nos Estados Unidos, e juntos formam uma das maiores coleções de prédios construídos pelo arquiteto em um só local. Outro grande conjunto é aquele situado no Oak Park Historic District.
Os edifícios que fazem parte do Child of the Sun são:
1. Annie Pfeiffer Chapel, primeiro prédio terminado, 1941
2. Seminars, hoje centro de bolsas de estudo e tesouraria, 1941
3. Buckner Building, originalmente Roux Library,  1946
4. Watson Fine Building, Edifício da administração, 1949
5. Water Dome - parcialmente construído em 1949, terminado e restaurado em 2007 segundo o projeto original de Wright.
6. Danforth Chapel -  1955
7. Ordway Building, originalmente denominado Industrial Arts Building, 1952
8. Polk County Science Building, conhecido como Polk Science pelos estudantes, 1958
9. The Esplanades, em restauração.

O conjunto de edifícios foi designado, em 11 de junho de 1975, um distrito do Registro Nacional de Lugares Históricos bem como, em 2 de março de 2012, um Marco Histórico Nacional.

## Galeria de imagens

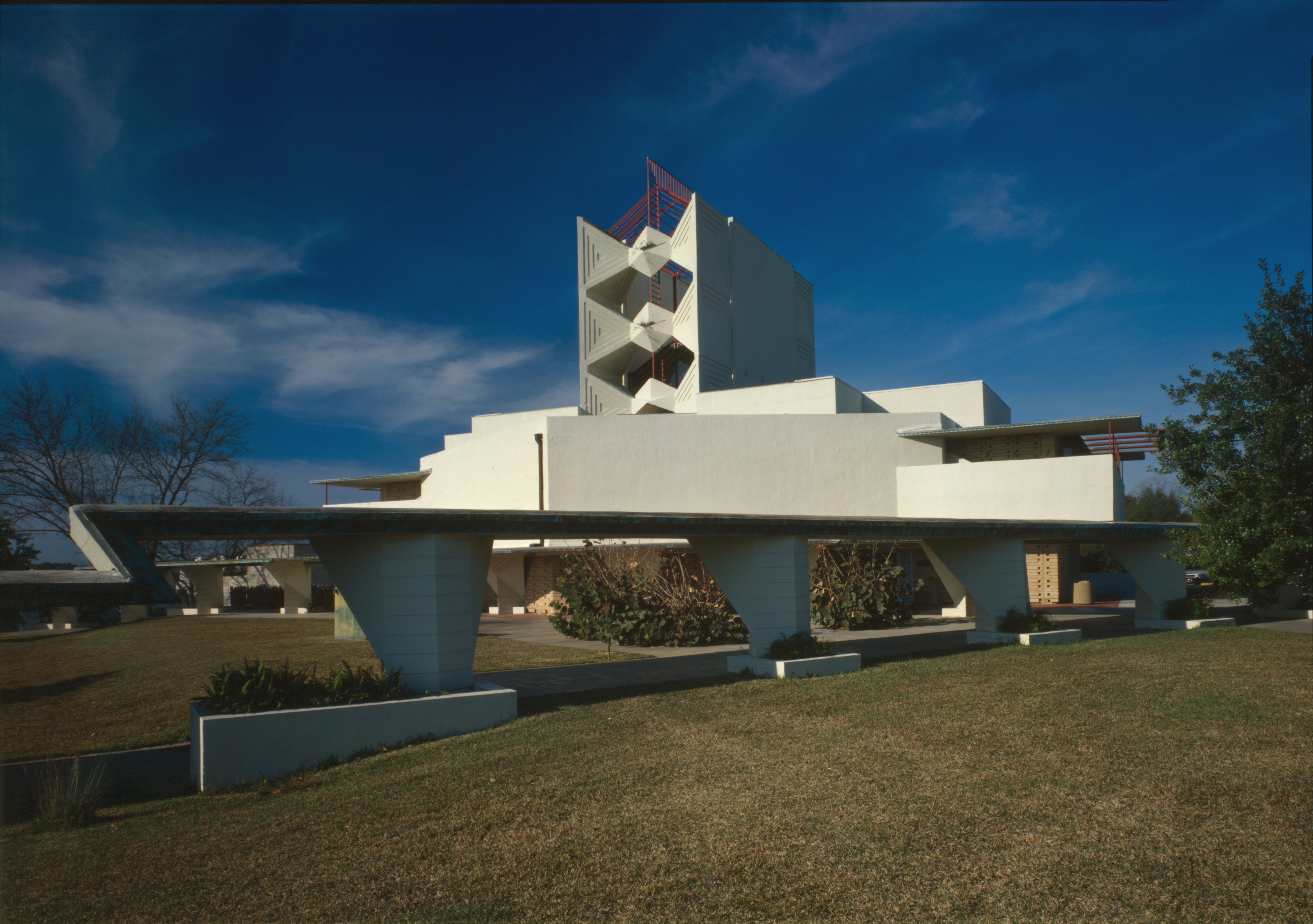
Pfeiffer Chapel, 1941
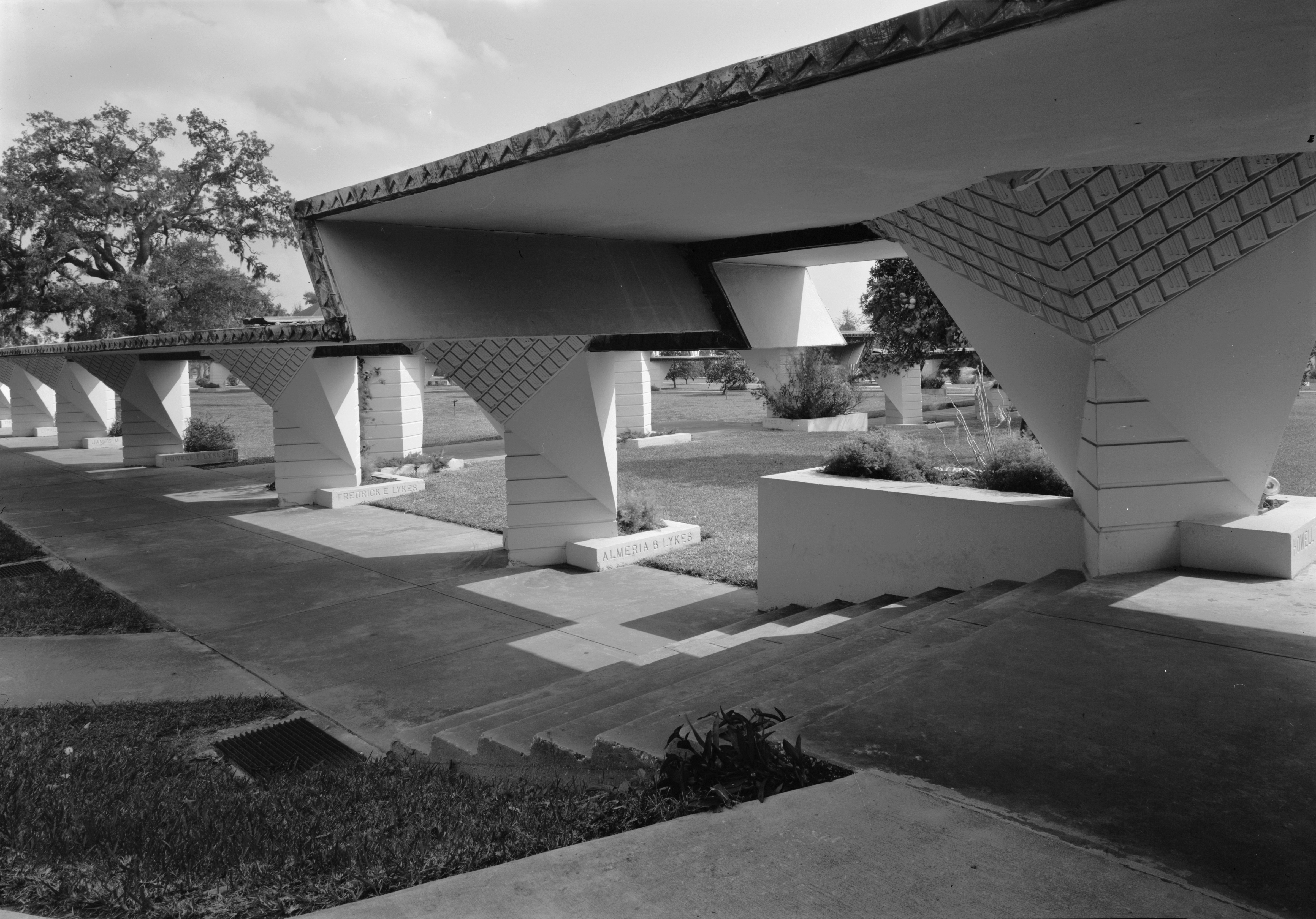
Esplanada